# Bill Suplee
William "Bill" Suplee (nacido en 1940) es un actor estadounidense. Es el padre del actor Ethan Suplee, que fue coprotagonista de My Name is Earl.

## Carrera actoral
Bill comenzó su carrera como actor de teatro en el Summer stock theatre y en Broadway, donde conoció a su esposa. Su personaje más importante en Televisión fue el de Willie, el cartero de un solo ojo en la serie My Name is Earl. También apareció en la película Knife to a Gun Fight en 2008.
- Datos: Q2903362